# 하성호
하성호는 대한민국의 가수다.

## 방송
- 브이에스 (2023) - Top62

## 음반
- 공백 (2023)
- 자막을 켜줘 (2023)
- 내가 사랑한 것들 (2023)
- 사사이 (2024)